# محمد حسن (لاعب كرة طائرة)
محمد حسن (28 سبتمبر 1993 - ) هو لاعب كرة طائرة مصر.